# Mariangela Magdaleno
Mariangela Magdaleno (Sucre, Venezuela, 10 de julio de 2001) es una jugadora de futsal venezolana que actualmente se desempeña como ala en el Club Atlético San Lorenzo de Almagro. Disputó la Copa Libertadores de Futsal Femenino 2019, 2022 y 2023. Además integra la Selección de Futsal de Venezuela con la que disputó los Juegos Suramericanos de 2022.

## Trayectoria

### Acción Deportiva
En junio de 2022 se sumó al plantel de Acción Deportiva de Venezuela para disputar la Copa Libertadores de Futsal Femenino 2022 donde fue la máxima goleadora del conjunto venezolano con 5 tantos.

### Pumas Sport
En julio de 2022 llega al Club Pumas Sport para disputar la Liga FutVe de Futsal Femenino 2022 donde logra el campeonato tras vencer en la final al Club Tigres siendo la jugadora "más valiosa" de la final y la goleadora del certamen.

### Peñarol
En agosto de 2022 es fichada por Peñarol de Uruguay para disputar el Campeonato uruguayo de Futsal Femenino de la AUF. Allí obtuvo el título de 2022 tras vencer en la final a Nacional.

### Regreso a Pumas Sport
En 2023 regresa al club Pumas Sport de Venezuela para disputar la Copa Libertadores de Futsal Femenino 2023. En este torneo internacional disputado en Paraguay fue la goleadora del conjunto venezolano con 4 tantos.

### San Lorenzo
En junio de 2023 viaja a la Argentina para disputar el Torneo de Futsal Femenino de la AFA con San Lorenzo de Almagro. En agosto de 2024 obtiene la Copa de Oro disputada en las ciudades de Buenos Aires y Rosario. Actualmente es la máxima artillera de San Lorenzo en el torneo de Futsal Femenino de la AFA.
También integra el plantel profesional de fútbol once de San Lorenzo.

## Palmarés

### Títulos nacionales de Futsal
| Título                             | Club                   | País      | Año  |
| ---------------------------------- | ---------------------- | --------- | ---- |
| Liga Nacional de Fútbol Sala       | Estudiantes de Caracas | Venezuela | 2019 |
| Liga FUTVE                         | Pumas Sport            | Venezuela | 2022 |
| Campeonato Uruguayo de Fútbol Sala | Peñarol                | Uruguay   | 2022 |
| Copa de Oro                        | San Lorenzo            | Argentina | 2024 |

## Estadísticas

### En clubes
| Estudiantes de Caracas · Venezuela | 1.ª                 | 2019                | -  | -  | -  | -  | -  | - | -  | -  | -    |
| Estudiantes de Caracas · Venezuela | Total club          | Total club          | -  | -  | -  | -  | -  | - | -  | -  | -    |
| Acción Deportiva · Venezuela | 1.ª                 | 2022                | -  | -  | -  | -  | 5  | 5 | 5  | 5  | 1.00 |
| Acción Deportiva · Venezuela | Total club          | Total club          | -  | -  | -  | -  | 5  | 5 | 5  | 5  | 1.00 |
| Pumas Sport · Venezuela | 1.ª                 | 2022                | 8  | 8  | -  | -  | -  | - | 8  | 8  | 1.00 |
| Pumas Sport · Venezuela | Total club          | Total club          | 8  | 8  | -  | -  | -  | - | 8  | 8  | 1.00 |
| Peñarol · Uruguay | 1.ª                 | 2022                | 12 | 8  | -  | -  | -  | - | 12 | 8  | 0.66 |
| Peñarol · Uruguay | Total club          | Total club          | 12 | 8  | -  | -  | -  | - | 12 | 8  | 0.66 |
| Pumas Sport · Venezuela | 1.ª                 | 2023                | -  | -  | -  | -  | 5  | 4 | 5  | 4  | 0.80 |
| Pumas Sport · Venezuela | Total club          | Total club          | -  | -  | -  | -  | 5  | 4 | 5  | 4  | 0.80 |
| San Lorenzo Argentina | 1.ª                 | 2023                | 18 | 13 | 6  | 3  | -  | - | 24 | 16 | 0.66 |
| San Lorenzo Argentina | 1.ª                 | 2024                | 21 | 21 | 5  | 7  | -  | - | 26 | 28 | 1.07 |
| San Lorenzo Argentina | Total club          | Total club          | 39 | 34 | 11 | 10 | -  | - | 50 | 44 | 0.88 |
| Total en su carrera | Total en su carrera | Total en su carrera | 59 | 50 | 11 | 10 | 10 | 9 | 80 | 69 | 0.86 |
| (1) Las copas nacionales se refiere a la Copa Argentina y a la Copa de Oro. (2) Las copas internacionales se refiere a la Copa Libertadores de Futsal Femenino. (3) Media de goles por encuentro. No incluye goles en partidos amistosos. |                     |                     |    |    |    |    |    |   |    |    |      |